# Theodor Pchálek
Theodor Pchálek (7. prosince 1904 Pavlovice u Tachova – 16. září 1992 České Budějovice) byl český akademický malíř a pedagog.

## Biografie
V letech 1924–1930 vystudoval Akademii výtvarných umění v Praze, kde prošel speciální školou prof. Obrovského. Roku 1928 absolvoval studijní pobyt ve Francii.
Ve své tvorbě se věnoval především figurálnímu malířství a malbě zátiší. Zabýval se také tvorbou sgrafit. Byl čestným členem Sdružení jihočeských výtvarníků, se kterým se zúčastnil řady výstav. Po roce 1950 přestoupil do Svazu československých výtvarných umělců. Roku 1952 obdržel Jihočeskou výtvarnou cenu. Svým dílem je zastoupen ve sbírkách Alšovy Jihočeské Galerie v Hluboké nad Vltavou.
Profesně působil jako učitel reálného gymnázia v Českých Budějovicích. Později jako docent na Katedře estetické výchovy Pedagogické Fakulty v Českých Budějovicích.

## Výstavy
- Výbor z díla. Krajské středisko státní památkové péče a ochrany přírody, České Budějovice 1976
- Výbor z díla. Dům umění České Budějovice 1979
- Obrazy a kresby. Dům umění České Budějovice 1989
- Výstava ke 100. výročí narození, Galerie Procházka, České Budějovice 2004